# Bieke (Bigge)
Die Bieke ist ein knapp 4,4 km langer, rechtsseitiger bzw. östlicher Zufluss der Bigge bzw. des Biggesees im nordrhein-westfälischen Kreis Olpe in Deutschland.

## Verlauf
Die Bieke entspringt und verläuft im Mittelteil des Naturparks Ebbegebirge. Ihre Quelle liegt im Forstgebiet „Olper Stadtwald“ etwa 1,7 km nordöstlich von Griesemert, einem nordöstlichen Stadtteil von Olpe, bzw. zirka 1,2 km westsüdwestlich der Bergkuppe des Rothen Steins (582,2 m ü. NHN). Sie liegt auf ungefähr 493 m Höhe direkt an der Bundesstraße 55.
Die überwiegend westwärts verlaufende Bieke speist in ihrem Oberlaufabschnitt mehrere Fischteiche und durchfließt danach Siedenstein, einem nordnordöstlichen Stadtteil von Olpe. Etwas weiter nördlich dieses Dorfs mündet – aus Richtung Osten heranfließend – die Neger ein.
An der Negereinmündung knickt die Bieke nach Westen ab, um etwa 450 m weiter bachabwärts beim Olper Weiler Kessenhammer von Osten kommend auf 307,5 m Höhe in den von der Bigge durchflossenen Biggesee zu münden. Während ihr Bachbett heutzutage bei Vollstau von den Wassermassen des Stausees überspült ist, floss die Bieke früher noch rund 1,3 km weiter, bis sie bei Biggeflusskilometer 19,45 einmündete.